# Запис храст код старог гробља (Ланиште)
Запис храст код старог гробља (Ланиште) се налази на парцели чији је власник Град Јагодина.

## Локација
| Општина             | Јагодина                                                         |
| Катастарска општина | Ланиште                                                          |
| Потес               | Доња мала                                                        |
| Координате          | 44° 02′ 17″ С; 21° 14′ 07″ И / 44.0381° С; 21.235399999999998° И |
| Надморска висина    | 119m                                                             |

## Карактеристике
Дендрометријске вредности утврђене на терену и сателитским снимцима:
| Стабло                     | Храст |
| Висина стабла              | m     |
| Обим дебла                 | m     |
| Пречник крошње             | 24m   |
| Пречник дебла              | m     |
| Висина дебла до прве гране | m     |

## База записа
Запис је у оквиру Викимедија пројекта "Запис - Свето дрво" заведен под редним бројем 1206.